# Studentin, 19, sucht...
Studentin, 19, sucht... ist ein französisches Erotik-Filmdrama von Emmanuelle Bercot, welches am 18. Januar 2010 von Canal+ erstausgestrahlt wurde.

## Handlung
Die 19-jährige Laura und ihr Freund brauchen Geld für die Miete der gemeinsamen Wohnung. Da die Studentin mit ihrem bisherigen Nebenjob nicht genug verdient, geht sie im Internet auf die Suche und findet erotische Kontaktanzeigen, auf die sie eingeht. Nachdem sie von einer ihrer Internetbekanntschaften vergewaltigt worden ist, trennt sie sich von ihrem Freund. Da sie nun allein die Wohnung bewohnt und ihr Studium bezahlen muss, steigt sie trotz der negativen Erfahrung in die Prostitution ein. Währenddessen kommt sie mit dem charmanten Benjamin zusammen, der sie jedoch später aus Eifersucht verlässt. Daraufhin beschließt Laura, mit der Prostitution aufzuhören und nach Paris zu ziehen. Später gibt sie ein TV-Interview über ihr Leben als Studentinnenprostituierte, worin sie offen lässt, ob sie auch in Paris der Prostitution nachgegangen ist oder nicht.

## Hintergrund
Der Film basiert auf dem Buch „Mes chères études“ der anonymen Autorin Laura D.

## Rezeption
„Basierend auf einem anonymen autobiografischen Enthüllungsbuch über Studentenprostitution entfaltet sich ein Moraldrama über eine Gesellschaft, in der eine junge Frau ihre universitäre Ausbildung nur durch den Verkauf ihres Körpers finanzieren kann. Die vorgebliche Kritik fällt zwar psychologisch flach und ohne nennenswerte Charakterentwicklung aus, reizt dafür mit nuancierter Performance von Déborah François („L’enfant“), dem Sozialrealismus der Dardennes und der kühlen Erotik einer Catherine Breillat („Romance“).“